# 2002年度香港名牌選舉得獎名單
2002年度香港香港名牌選舉於2003年在工展會頒發。新增「十大名牌榮譽獎」。

## 香港十大名牌得獎品牌
- 駱駝嘜
- 雞仔嘜
- 周大福
- 四洲
- 鴻福堂
- 美時
- 老行家（上屆最具潛質品牌）
- Neil Pryde
- 紅燈牌
- 海馬牌

十大名牌榮譽獎
- 雅芳婷

最具潛質品牌
- 力勁

網上最受歡迎品牌
- 周大福